# Lisboa e Vale do Tejo

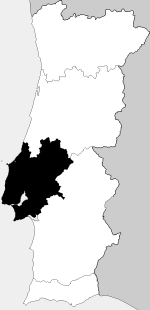
Oblast na mapě Portugalska

Região de Lisboa e Vale do Tejo (Region Lisabonu a údolí Teja) je dřívější oblast Portugalska, která zahrnovala celý distrikt Lisabon, skoro celý distrikt Santarém, asi polovinu distriktu Setúbal a asi třetinu distriktu Leiria. Byl ohraničen na severu Região Centro, na východě a jihu regionem Alentejo, a na jihu a západě Atlantským oceánem. Rozloha: 11 633 km² (13% země). Počet obyvatel (2001): 3 468 869 (35% země). Zahrnoval pět statistických podregionů:
- Grande Lisboa
- Lezíria do Tejo
- Médio Tejo
- Oeste
- Península de Setúbal

Do Região de Lisboa e Vale do Tejo patřilo 51 obcí (16,5% celkového počtu obcí v Portugalsku).
Tento region zanikl v roce 2002, kdy byl rozdělen mezi Região Centro (ke kterému přešly podregiony Oeste a Médio Tejo), Alentejo (ke kterému přešla Lezíria do Tejo) a nový Região de Lisboa, do kterého byly zahrnuty zbývající dva regiony bývalého regionu LVT: Grande Lisboa a Península de Setúbal.